# Eraviski
Eraviski, keltsko ljudstvo, ki je bilo naseljeno na področju sedanje Budimpešte na Madžarskem. 

## Zgodovina
Eraviski so se na ilirsko ozemlje priselili verjetno s severa in na severnem delu sedanjega Budima ustanovili majhno naselje An-Ink, kar pomeni bogate vode. Na temeljih An-Inka so Rimljani leta 89 ustanovili mesto Aquincum, ki je bilo od leta 106 do konca 4. stoletja glavno mesto province Spodnja Panonija. Sredi 1. stoletja so na Gellertovem hribu na desnem bregu Donave v Budimpešti zgradili dobro utrjen oppidum. 
Leta 11 so Rimljani velik del Panonske nižine priključili k Rimskemu cesarstvu, Eraviski pa so kljub temu še dolgo časa ohranili svojo kulturo. Z Rimljani so bili očitno v dobrih odnosih, saj osvajalci opida na Gellértovem hribu niso nikoli osvojili in porušili. Iz oblačil in nakita na reliefih in nagrobnikih je razvidno, da se je eraviška elita hitro romanizirala. Po veliki ilirski vstaji proti Rimljanom leta 6-9 se je velik del Eraviskov preselil z Gellértovega hriba v budimpeštansko rimsko utrdbo Albertfalva. Mons Teutanus, kot so Rimljani imenovali Gellertov hrib, je bila naseljen še do sredine 3. stoletja.

## Kultura
Eraviška kutura je bila pod močnim ilirskim vplivom. V rimskem obdobju so kot plemenskega boga častili Jupitra Tevtanca, katerega so v latinskih prevodih očitno enačili z rimskim Jupitrom in ga nazadnje imeli za keltskega  boga neba. Na več napisih, ki so nastali od leta 178 do 288, je zapisan datum 11. junij. Datum je samo nekaj dni pred poletnim sončnim obratom, ko je bil Jupitrovo praznovanje.